# Rudenz (Giswil)

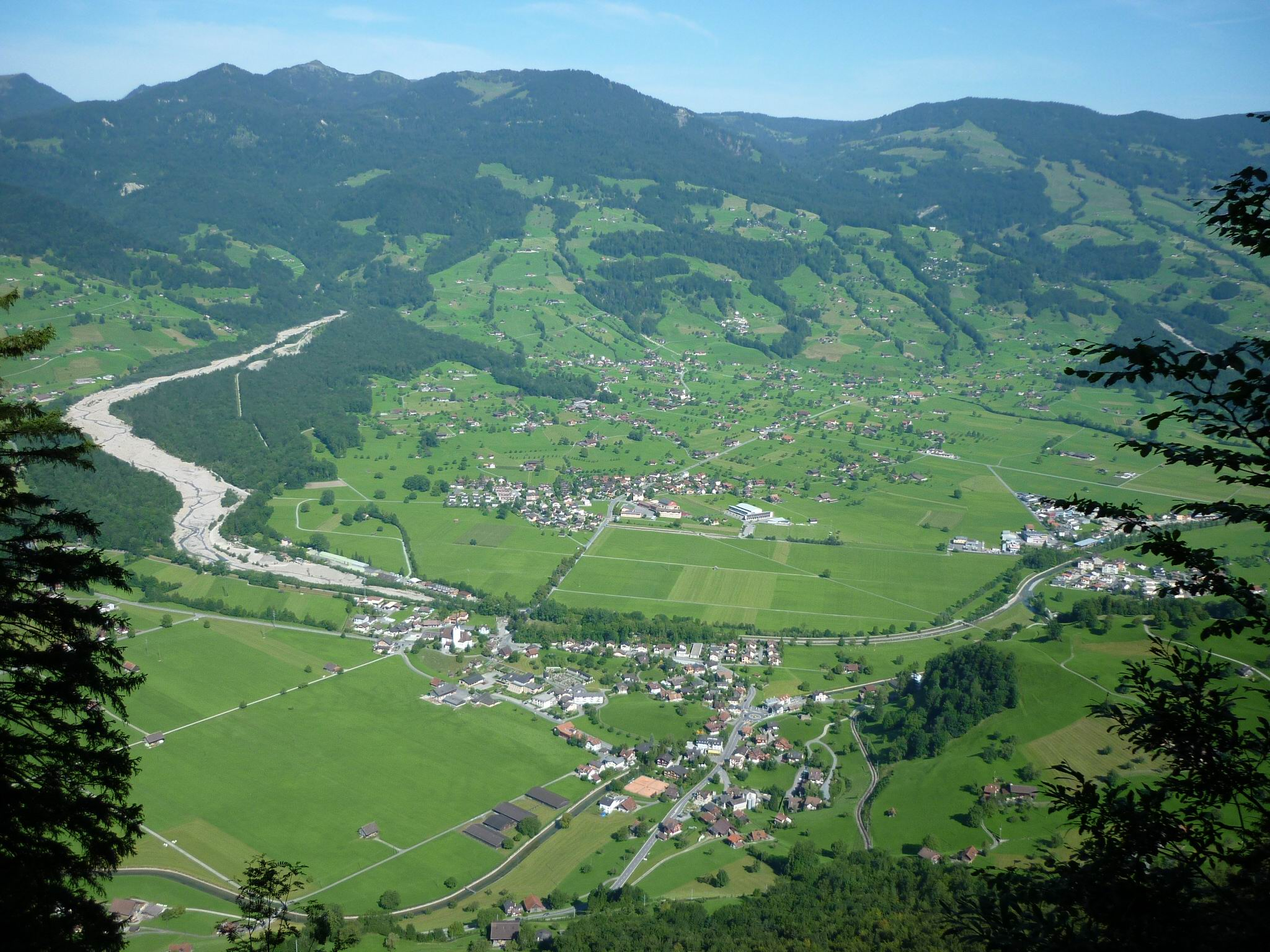
Ansicht von Giswil, im Vordergrund der Ortsteil Rudenz

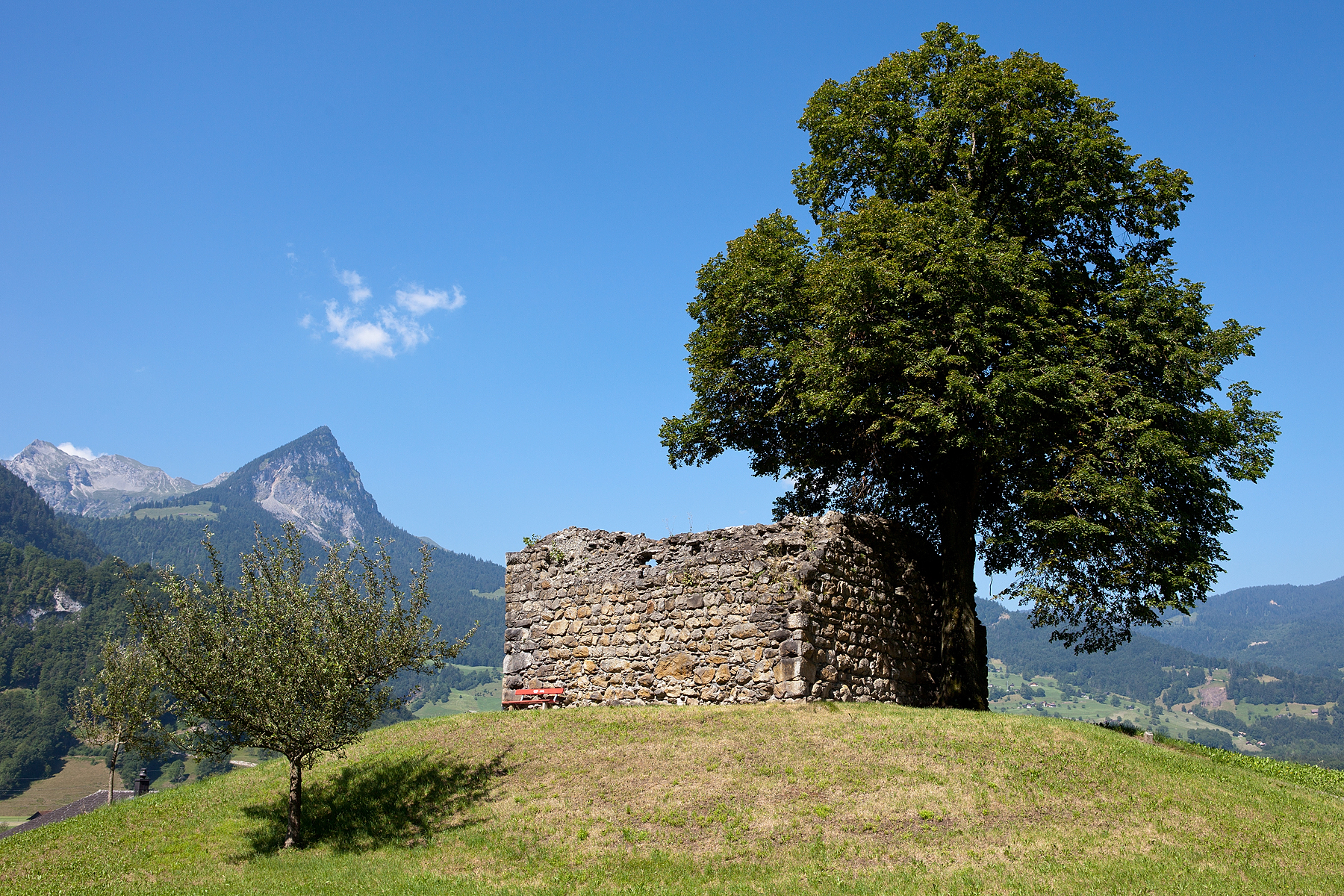
Burgruine Rudenz

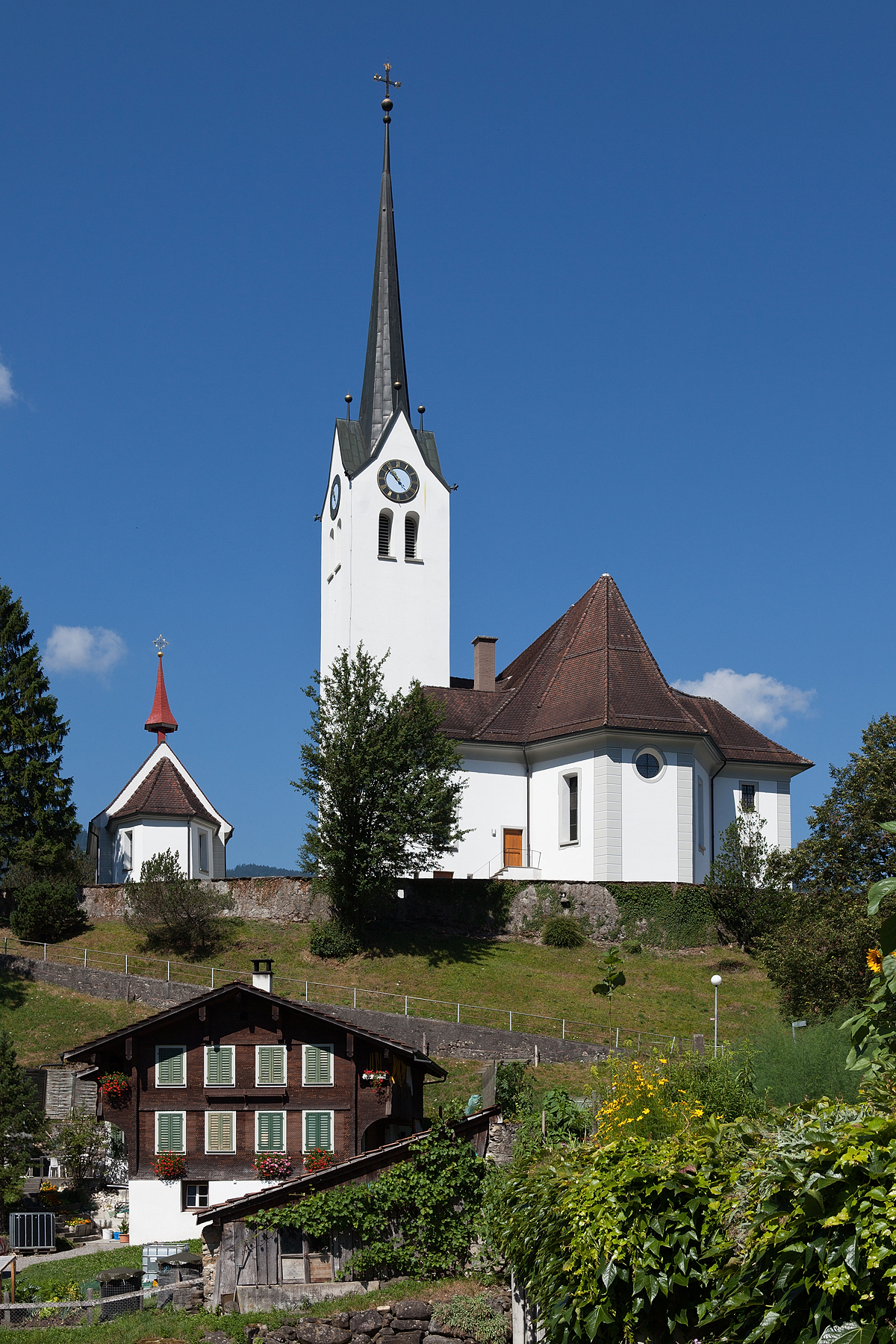
Die Pfarrkirche St. Laurentius, links die Beinhauskapelle St. Michael

Rudenz ist ein Ortsteil der Gemeinde Giswil im Kanton Obwalden.

## Geographie
Rudenz ist der ältere Ortsteil der Gemeinde Giswil und liegt im südlichen Gemeindegebiet. Rudenz ist keine verwaltungstechnisch oder politisch abgegrenzte Einheit von Giswil, daher sind die Grenzen nicht genau festgelegt. Im engeren Sinn besteht Rudenz aus einem geschlossen bebauten Gebiet. Die mittlerweile geschlossene Besiedlung um den nördlichen Ortsteil Diechtersmatt ist mit Rudenz zusammengewachsen und bildet einen Dorfkern, in dem auch der Bahnhof liegt. Das südlich angrenzende Aaried entstand 1761 durch die Trockenlegung des Rudenzersees und wird vorwiegend als Weideland benutzt. An den Rudenzersee erinnert noch die 2018 restaurierte Fischerhütte unterhalb der Kirche.

## Sehenswürdigkeiten
Die Burgruine Rudenz ist der ehemaligen Sitz derer von Rudenz. Sie liegt zwischen Brünigbahn und Brünigstrasse. Die Pfarrkirche St. Laurentius steht auf dem ehemaligen Burghügel der Hunwil. Die Burgruine lieferte einen Grossteil des Materials für den Neubau der Pfarrkirche, die 1635 eingeweiht wurde. Kirchenpatron ist der Hl. Laurentius. Unmittelbar daneben steht die Beinhauskapelle St. Michael, die in den Jahren 1657 bis 1661 erbaut und 2001 renoviert wurde. Das Dorfbild von Rudenz ist im Inventar der schützenswerten Ortsbilder der Schweiz (ISOS) als schützenswertes Ortsbild der Schweiz von nationaler Bedeutung eingestuft. Durch Rudenz und den Ortsteil Kleinteil verläuft ein historischer Wanderweg, der zu vielen historischen Gebäuden führt.

## Verkehrsanbindung
Rudenz liegt an der Brünigstrasse (Hauptstrasse 4) zwischen Sachseln und Lungern. Seit 2004 entlastet der Umfahrungstunnel Giswil den Ort Rudenz vom Durchgangsverkehr.  In Rudenz beginnt die Panoramastrasse, die mit bis zu 12 % Steigung vorbei am Skigebiet Mörlialp über den 1611 m hohen Glaubenbielenpass via Sörenberg ins Entlebuch nach Schüpfheim führt.
Der Bahnhof Giswil der Zentralbahn bietet Anschluss an die Strecke nach Luzern und Meiringen. Für die Brünigbahn beginnt unmittelbar südlich des Bahnhofs Giswil die zahnradunterstützte Strecke nach Kaiserstuhl OW und weiter nach Lungern und auf den Brünigpass.
Der Jakobsweg von Stans verläuft durch Rudenz und über den Brünigpass weiter nach Interlaken.